# Эмден, Роберт
Роберт Эмден (нем. Jacob Robert Emden; 4 марта 1862, Санкт-Галлен — 8 октября 1940, Цюрих) — швейцарский астрофизик и метеоролог. Приходился дядей немецко-американскому астрофизику Мартину Шварцшильду.
Родился в Санкт-Галлене в еврейской семье из Франкфурта-на-Майне. Отец — Мориц Филип Эмден (1826—1907), был занят в торговле; мать — Эмма Герстле (1840—1926).
Получил образование в Гейдельбергском университете и университетах Берлина и Страсбурга. В 1907 он стал адъюнкт-профессором физики и метеорологии в Высшей технической школе Мюнхена и в этом году опубликовал свою главную работу, Gaskugeln: Anwendungen der mechanischen Wärmetheorie auf kosmologische und meteorologische Probleme («Газовые шары: Применения механической теории высокой температуры к космологическим и метеорологическим проблемам»), где описал математические модели как основание звездной структуры. Был почетным профессором астрофизики в университете Мюнхена, редактором журнала Zeitschrift fur Astrophysik, основанного в 1930. В 1933, после прихода к власти в Германии нацистов, переехал обратно в Швейцарию. В его честь названы кратер на Луне и уравнение Лейна — Эмдена.
Его жена Клара (1887—1946) была сестрой астрофизика Карла Шварцшильда.